# Podniesienie flagi na granicy trzech państw

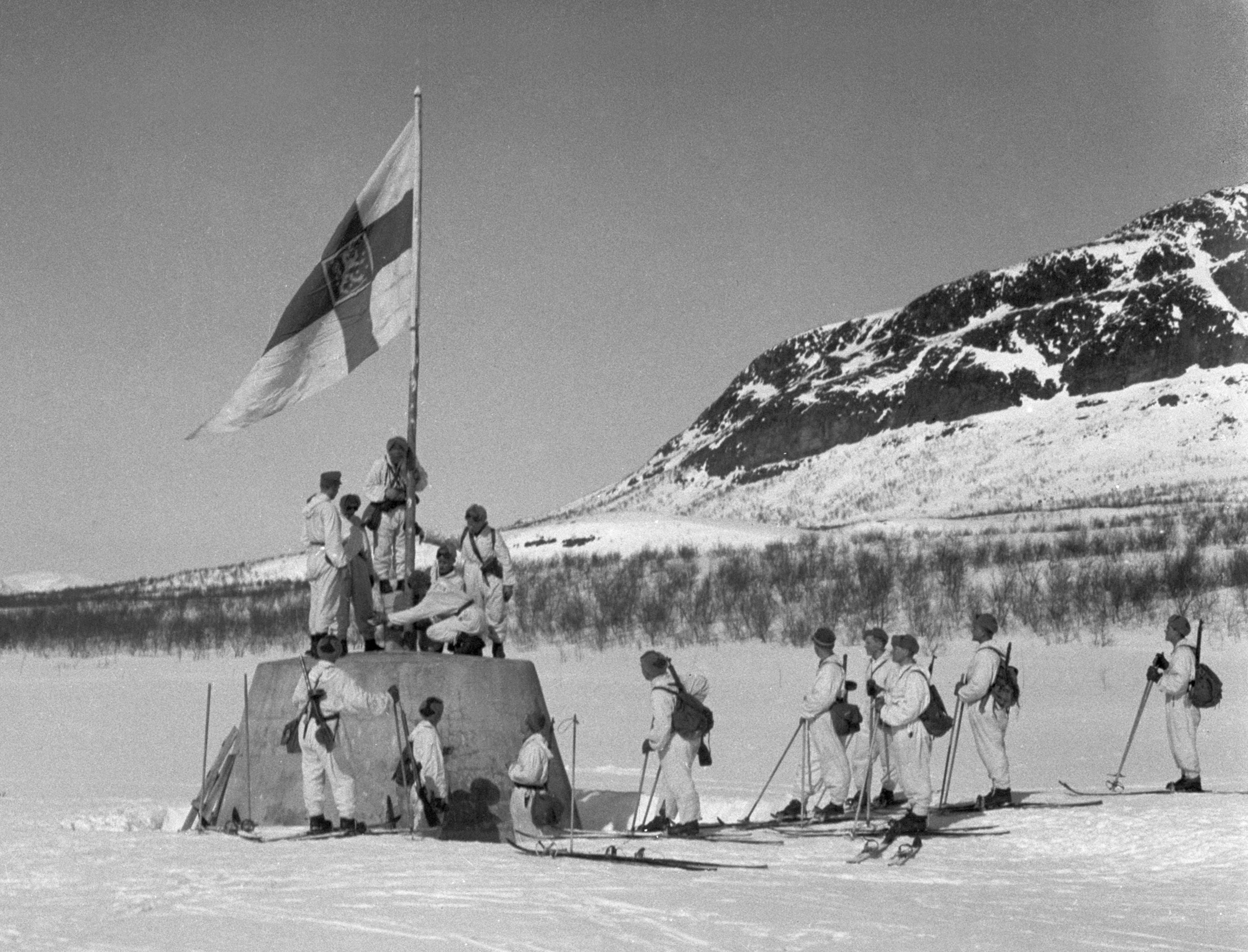
Podniesienie flagi na granicy trzech państw 27 kwietnia 1945 roku

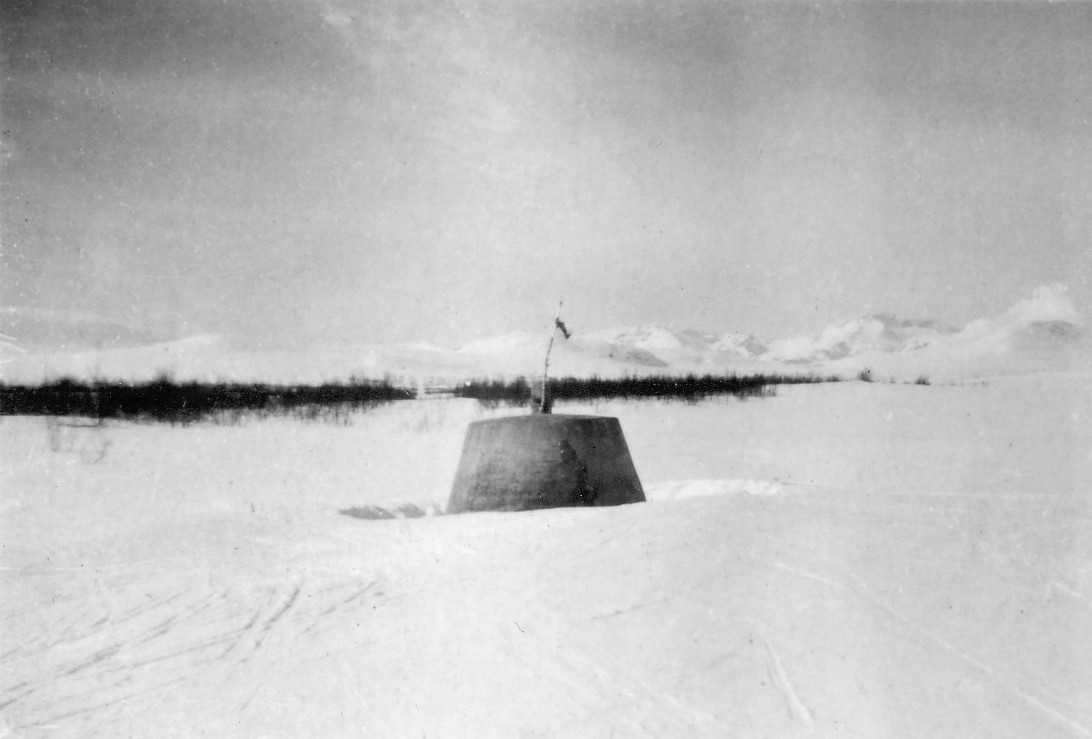
Mała flaga Finlandii zatknięta 26 kwietnia 1945 roku

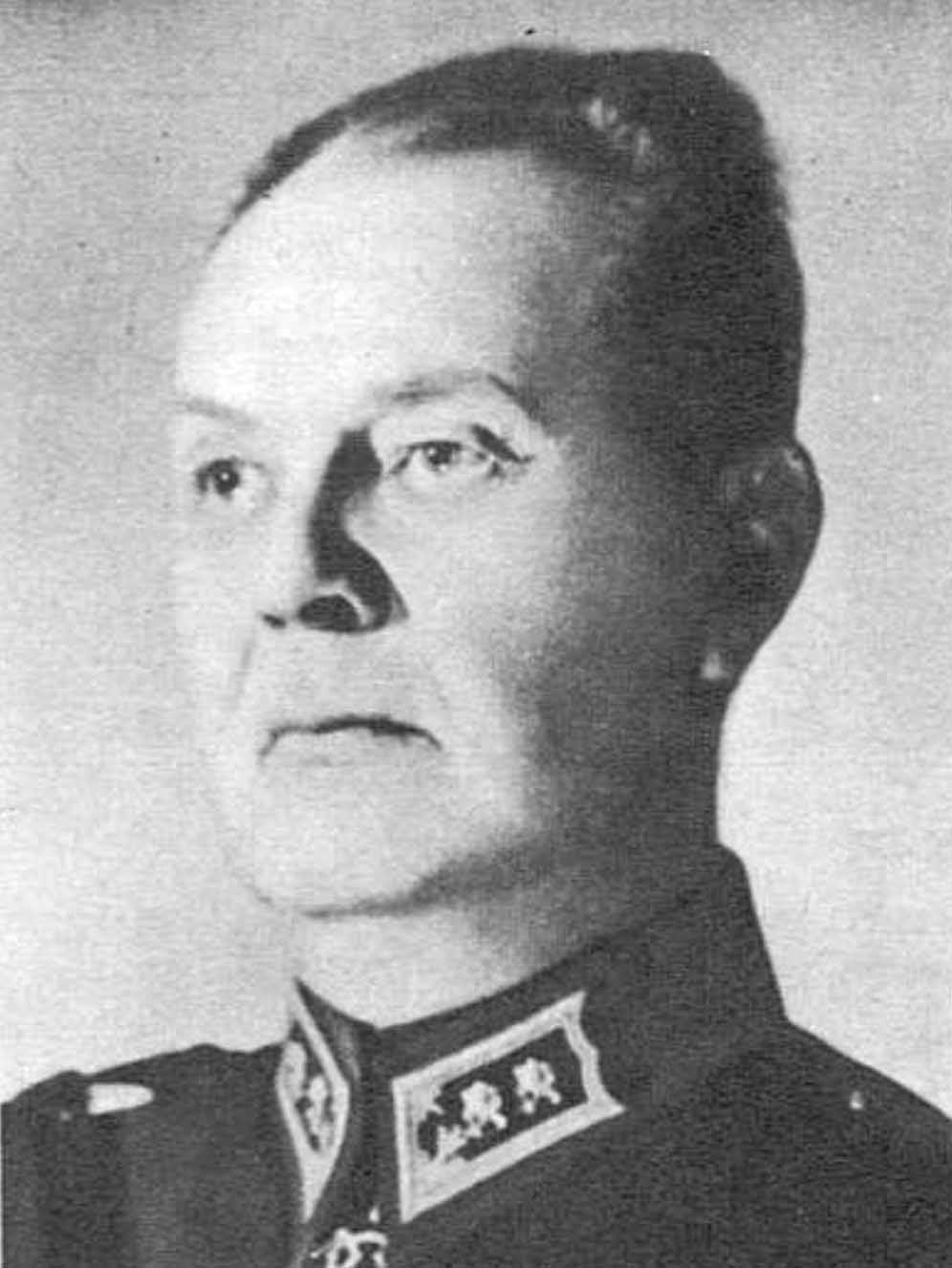
Autor fotografii Väinö Oinonen

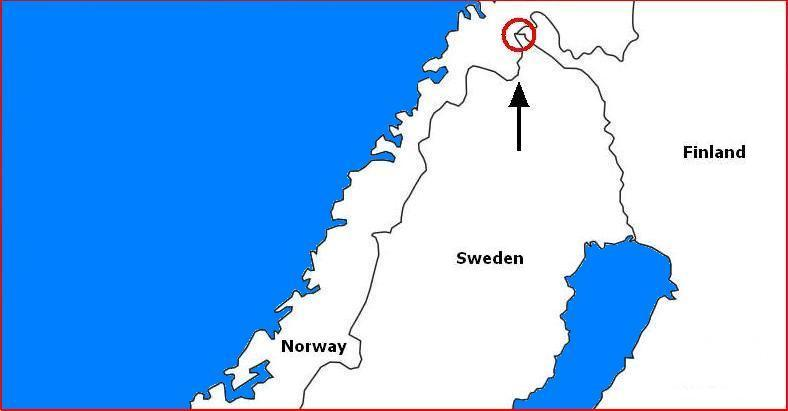
Trójstyk granic Norwegii, Szwecji i Finlandii zaznaczony na mapie

Podniesienie flagi na granicy trzech państw (fiń. Lipunnosto kolmen valtakunnan rajapyykille) – fotografia z II wojny światowej wykonana 27 kwietnia 1945 roku, na której patrol fińskich wojsk lądowych podnosi fińską flagę na granicy między Norwegią, Szwecją i Finlandią po wycofaniu się ostatnich wojsk niemieckich z Finlandii. Fotografia którą wykonał dowódca 1 pułku piechoty pułkownik Väinö Oinonen, stała się szeroko rozpowszechnionym symbolem końca wojny w Finlandii.

## Tło
Finlandia walczyła w wojnie zimowej i wojnie kontynuacyjnej przeciwko Związkowi Radzieckiemu. Podczas wojny kontynuacyjnej sojusznikiem Finlandii były nazistowskie Niemcy, których 20 Armia Górska stacjonowała w Laponii. We wrześniu 1944 roku Finlandia zgodziła się na odrębny rozejm ze Związkiem Radzieckim. Warunki pokojowe wymagały od Finlandii rozbrojenia lub wydalenia wszystkich niemieckich żołnierzy z fińskiej ziemi. Sytuacja doprowadziła do wojny w Laponii, a 20 Armia Górska zaczęła wycofywać się na północ w kierunku okupowanej Norwegii. Fiński III Korpus dowodzony przez generała Hjalmara Siilasvuo ruszył w pościg. W listopadzie konflikt praktycznie przekształcił się w wojnę pozycyjną, kiedy większość jednostek niemieckich wycofała się do Norwegii na linię Lyngen, chociaż niewielka liczba żołnierzy Wehrmachtu okopała się w Finlandii w rejonie Kilpisjärvi.
25 kwietnia 1945 roku odkryto, że ostatnie niemieckie jednostki wycofują się do Norwegii. Z tego powodu patrol bojowy złożony z 60 żołnierzy pod dowództwem kapitana Valkonena otrzymał rozkaz zbadania, czy teren jest wolny od żołnierzy Wehrmachtu. Patrol złożony z 1 kompanii jednostki bojowej Loimu wyruszył na misję o godzinie 13:00 tego samego dnia z południowej części Kilpisjärvi. Żołnierze jechali na północny zachód w kierunku Norwegii, aż oddział został podzielony na dwie części w pobliżu Saany. Mniejsza grupa miała zbliżać się do granicy norweskiej drogą, podczas gdy większa część patrolu pod dowództwem kapitana Valkonena zmierzała w kierunku trójstyku. Patrol Valkonena przybył na granicę w nocy 26 kwietnia o godzinie 01:15. Pionier Antti Poikola przyczepił do słupków granicznych małą fińską flagę, a patrol ogłosił przez radio, że na fińskiej ziemi nie zauważono Niemców. Valkonen i jego patrol oddali trzy salwy przed odejściem; strzały odbiły się echem od wzgórz i przestraszyły pobliską szwedzką straż graniczną.
W południe 26 kwietnia dowódca 1 batalionu major Martti Santavuori wraz z patrolem fińsko-szwedzkim przybył na przejście graniczne. Od strony norweskiej zbliżył się do nich niemiecki oddział strzelców alpejskich. Ponieważ Santavuori był przekonany, że Niemcy nie będą strzelać do Szwedów, wysłał dowódcy oddziału zaproszenie na spotkanie na granicy. Austriacki feldwebel wkrótce podjechał bliżej i mężczyźni rozmawiali o wojnie, zarówno o przeszłości, jak i przyszłości. Santavuori i Austriak przywitali się, uścisnęli sobie ręce i życzyli sobie „tak dobrej przyszłości, jaką może zaoferować los”, zanim wyruszyli w dalszą podróż.

## Podniesienie flagi
27 kwietnia dowódca 1 pułku piechoty pułkownik Väinö Oinonen przybył na przejście graniczne z wydzielonym oddziałem, aby sprawdzić sytuację. Żołnierze uroczyście podnieśli fińską flagę na granicy, a pułkownik Oinonen zrobił fotografię na tle wysokiej na 894 metry góry Golddabákti. Niemiecka jednostka była w pogotowiu po norweskiej stronie granicy, a okrzyk „Kto tam?” zaskoczył fińskich żołnierzy, którzy ukryli się za betonowym klocem. Napięcie zostało zażegnane, gdy przybyła szwedzka straż graniczna, aby ocenić sytuację. Pułkownik Oinonen rozmawiał z dwoma niemieckimi porucznikami, którzy częstowali go niemieckimi papierosami „Juno”. Oficerowie zasalutowali sobie i rozeszli się; była 13:30. Następnego dnia generał Siilasvuo wysłał telegram do Naczelnego Wodza marszałka Mannerheima: „Wehrmacht został wypędzony z północnej Finlandii”.

## Znaczenie fotografii
Fotografia stała się dobrze znanym symbolem wojennym w Finlandii i przykładem kultowego obrazu w fińskiej historiografii II wojny światowej. Porównywano ją do podobnych obrazów, takich jak Sztandar nad Iwo Jimą autorstwa Joego Rosenthala i Sztandar nad Reichstagiem autorstwa Jewgienija Chałdieja, chociaż nie uznano, że stała się tak symboliczna. Do fińskiej pamięci o wojnach odwoływały się raczej fikcyjne obrazy, takie jak  okładka powieści Żołnierz nieznany autorstwa Väinö Linny.